# 1463
El 1463 (MCDLXIII) fou un any comú començat en dissabte del calendari julià.

## Esdeveniments
Països Catalans
- Montpeller (Llenguadoc-Rosselló): instal·lació d'un consolat de Mar, organisme del dret marítim català.

Resta del món

## Naixements
Països Catalans
Resta del món

## Necrològiques
Països Catalans
Resta del món